# 霊験お初捕物控
『霊験お初捕物控』（れいげんおはつとりものひかえ）は、宮部みゆきによる日本の時代推理小説のシリーズ。
新人物往来社『別冊歴史読本』特別増刊の雑誌『時代小説』1992年冬号と1993年春号に「百年目の仇討ち始末」の題名で発表され、1993年9月30日に『震える岩 霊験お初捕物控』に改題されて、新人物往来社から単行本が刊行された。1997年9月に講談社文庫版が発売された。
1994年4月25日から1995年4月15日まで東奥日報ほか15紙に連載され、1997年11月15日に続編として単行本『天狗風 霊験お初捕物控』が新人物往来社から刊行された。
2024年5月4日にテレビ朝日系列にてテレビドラマ化。

## シリーズ一覧
1. 震える岩 霊験お初捕物控
  1. 新人物往来社、1993年9月、ISBN 978-4-404-02057-4
  2. 講談社文庫、1997年9月、ISBN 978-4-06-263590-5
  3. 【新装版】講談社文庫、2014年3月、ISBN 978-4-06-277782-7
2. 天狗風 霊験お初捕物控
  1. 新人物往来社、1997年11月、ISBN 978-4-404-02544-9
  2. 講談社文庫、2001年9月、ISBN 978-4-06-273257-4
  3. 【新装版】講談社文庫、2014年4月、ISBN 978-4-06-277826-8

## あらすじ
お初は早朝から、勝手知ったる南町奉行所を訪れていた。老奉行・根岸肥前守鎮衛に死んだ人間が生き返ったという死人憑きの話を知らせに来ていたのである。そこで頼りなさそうな男・古沢右京之介に引き合わされ、二人で調べるように言い渡される。
右京之介と「姉妹屋」へ帰る道すがら、お初は油樽に子どもの死骸が浮かんでいるのが見え、大慌てで兄・六蔵に知らせに走るのだった。
生き返った男・吉次と会ったお初は、不思議な力で彼が油樽の子ども殺しの犯人だと悟る。そして吉次に憑いていたのは誰の霊だったのか探索を続けるうち、それは赤穂事件にまで繋がっていくのだった。

## 登場人物
お初（おはつ）〈16〉
捨て子で、六蔵の親に拾われてもらい子となったが、3歳の時に火事に遭い一人だけ奇跡的に助かった。
その後、六蔵に引き取られ、六蔵の嫁・およしと共に日本橋通町で一膳飯屋「姉妹屋」を営んでいる。
幼いころから不思議な力を持っていて事件の真相を当てたりしていたが、年頃になってからその力がいっそう増してきた。
六蔵（ろくぞう）〈36〉
表向きは血の繋がったお初の兄。岡っ引き。
古沢右京之介（ふるさわ うきょうのすけ）
与力見習い。吟味方与力・古沢武左衛門重正の嫡男。
根岸南町奉行から、お初とともに探索するように言い渡される。
根岸肥前守鎮衛（ねぎしひぜんのかみやすもり）
南町奉行。珍しい話を集めている。

## 漫画
2006年、プリンセスGOLDで「震える岩 霊験お初捕物控」が『霊験お初捕物控〜震える岩〜』の名で、続いて続編「天狗風 霊験お初捕物控」が『天狗風〜霊験お初捕物控〜」の名で連載している。
1. 霊験お初捕物控、坂口よしを（作画）、秋田書店（プリンセス・コミックスDX）、全4巻
  1. 2006年11月発売、ISBN 978-4-253-15401-7
  2. 2007年05月発売、ISBN 978-4-253-15402-4
  3. 2007年12月発売、ISBN 978-4-253-15403-1
  4. 2008年06月発売、 ISBN 978-4-253-15404-8
2. 天狗風〜霊験お初捕物控〜、坂口よしを（作画）、秋田書店（プリンセス・コミックスDX）、全2巻
  1. 2009年04月、ISBN 978-4-253-15405-5
  2. 2009年10月、ISBN 978-4-253-15406-2

## テレビドラマ
『霊験お初〜震える岩〜』（れいげんおはつ ふるえるいわ）のタイトルで、2024年5月4日にテレビ朝日系列で放送された。主演は上白石萌音。

### キャスト
お初
演 - 上白石萌音
古沢右京之介
演 - 京本大我
与力見習。
根岸肥前守鎮衛
演 - 坂東彌十郎
南町奉行。
六蔵
演 - 満島真之介
お初の兄。岡っ引き。
古沢武左衛門重正（ふるさわ ぶざえもん しげまさ）
演 - 髙嶋政宏
右京之介の父。「赤鬼の古沢」と言われる吟味方与力。
内藤りえ / 大野屋りえ（ないとう りえ / おおのや りえ）
演 - 倉科カナ
およし
演 - 野波麻帆
内藤安之介（ないとう やすのすけ）
演 - 味方良介
吉田沢衛門兼貞（よしだ さわえもん かねさだ）
演 - 和田正人
小野重明（おの しげあき）
演 - 宮野真守
右京之介の叔父。
桜蓮尼（おうれんに）
演 - 坂本冬美（特別出演）
ドラマオリジナルキャラクター。道光院 庵主。

### スタッフ
- 原作 - 宮部みゆき『新装版 震える岩 霊験お初捕物控』（講談社文庫）[6]
- ナレーション - 坂本冬美[5]
- 脚本 - 浜田秀哉[6]
- 演出 - 豊島圭介[6]
- 音楽 - 中村佳紀[7]
- 主題歌 - 坂本冬美「恋の予感」[5]
- ゲキメーション（OPタイトル） - 宇治茶
  - 背景協力 - 森本大百科
- 撮影 - 藤石修
- Bカメラ - 朝倉義人
- 助監督 - 小川岳志
- 音響効果 - 大塚智子
- 選曲 - 谷川義春
- VFX - キルアフィルム、REIRS
- アクションコレオグラファー - 森崎えいじ
- 題字 - 中塚翠涛
- ゼネラルプロデューサー - 服部宣之（テレビ朝日）[6]
- プロデューサー - 藤崎絵三（テレビ朝日）、目黒正之（東映）、藤岡浩二郎（東映）、石﨑宏哉（東映）[6]
- 制作 - テレビ朝日、東映